# 14708 Slaven
14708 Slaven (2000 CU26) là một tiểu hành tinh vành đai chính được phát hiện ngày 2 tháng 2 năm 2000 bởi nhóm nghiên cứu tiểu hành tinh gần Trái Đất phòng thí nghiệm Lincoln ở Socorro.